# Gornji Crnač
Gornji Crnač (en cyrillique : Горњи Црнач) est un village de Bosnie-Herzégovine. Il est situé sur le territoire de la ville de Široki Brijeg, dans le canton de l'Herzégovine de l'Ouest et dans la fédération de Bosnie-et-Herzégovine. Selon les premiers résultats du recensement bosnien de 2013, il compte 190 habitants.

## Démographie

### Évolution historique de la population dans la localité
| 1948 | 1953 | 1961 | 1971 | 1981 | 1991 | 2013 |
| ---- | ---- | ---- | ---- | ---- | ---- | ---- |
| -    | -    | 795  | 803  | 600  | 473  | 190  |

|  |

### Communauté locale
Gornji Crnač forme une communauté locale avec Donji Crnač. En 1991, la communauté comptait 1 277, dont 1 270 Croates (99,45 %).